# NFL Quarterback Club
NFL Quarterback Club (Siglas NFL: National Football Leage) es una saga de videojuegos de fútbol americano producida por Iguana Entertainment y distribuida por Acclaim Entertainment cuyos títulos han aparecido en consolas como SNES, Mega Drive, Game Boy, Nintendo 64 y Sega Dreamcast. Curiosamente, el primer juego de la serie no contó con la participación de ninguna de las dos compañías, sino que fue distribuido por una de las divisiones de Acclaim, LJN.

## Saga
Esta saga está formada por ocho videojuegos que son los siguientes:
- NFL Quarterback Club (Challenge)
- NFL Quarterback Club '96
- NFL Quarterback Club '97
- NFL Quarterback Club '98
- NFL Quarterback Club '99
- NFL Quarterback Club 2000
- NFL Quarterback Club 2001
- NFL Quarterback Club 2002